# Pelouse métallicole
Les pelouses métallicoles sont des communautés végétales herbacées qui se sont développées sur des sols riches en métaux dits métaux lourds. Rarement d'origine naturelle, ces sols sont pour la plupart le résultat d'une intense pollution industrielle, liée en particulier à l'activité métallurgique. Ils présentent des teneurs élevées notamment en cuivre, zinc, plomb, cadmium, ou autres toxiques. 
Ces pelouses ne sont formées que des rares espèces résistantes à ces métaux. Ces plantes dites calaminaires, métallophytes ou métallotolérantes proviennent probablement des sites dont le sol est naturellement toxique car formé sur des affleurements rocheux riches en métaux lourds (par exemple en Belgique (Prayon, commune de Trooz dans la province de Liège), en Allemagne, dans les Asturies, les Pyrénées espagnoles, le Katanga en République démocratique du Congo).
Les pelouses calaminaires naturelles sont dites « primaires ». Les pelouses installées sur des zones d'épandage de déchets (haldes minières) sont dites « secondaires ». Celles installées sur des sols pollués par des rejets atmosphériques (fumées) sont dites « tertiaires ». 

## Plantes calaminaires

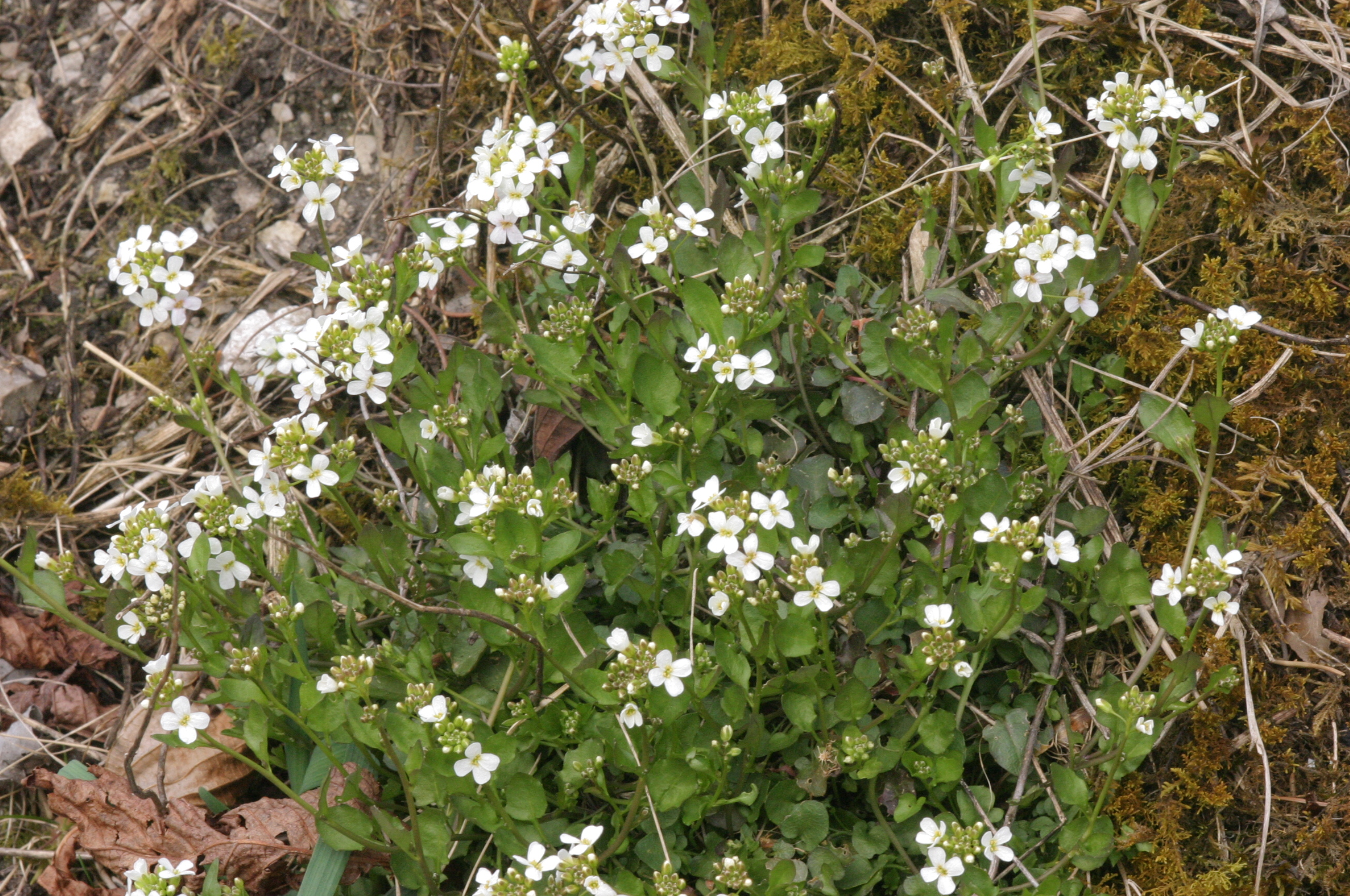
Arabidopsis halleri.

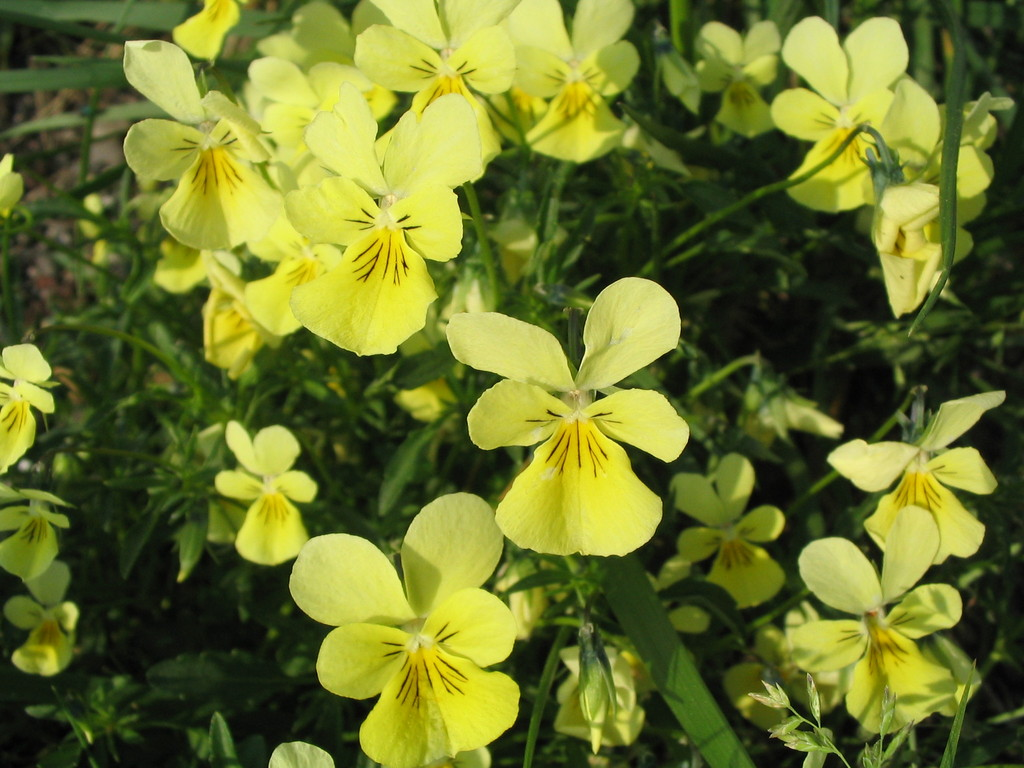
Viola calaminaria.

Exemples de plantes métallicoles constituant en Europe de l'Ouest les pelouses du même nom :
- Armeria maritima subsp. halleri
- Arabidopsis halleri - synonyme : Cardaminopsis halleri (Arabette de Haller)
- Viola calaminaria (Pensée calaminaire)

sur les parties moins polluées, s'ajoutent (écotypes métallicoles ou pseudométallophytes) :
- Agrostis capillaris
- Arrhenatherum elatius
- Holcus lanatus
- Thlaspi caerulescens subsp. calaminare (Tabouret calaminaire)
- Silene vulgaris var. humilis. (Silène calaminaire)
- Minuartia verna var. hercynica. (Alsine calaminaire)
- Festuca valesiaca (Fétuque du Valais)
- Festuca ovina subsp. guestfolica (Fétuque calaminaire)

...
- cryptogames calaminaires (mousses et lichens métallotolérants))

Bien que lourdement pollués, de tels sites peuvent être considérés comme patrimoniaux, car ils abritent des plantes rares dans la région, et remarquables. Ces plantes contribuent en outre à stabiliser le sol, en évitant les envols de poussières ou en limitant son lessivage par les pluies, ce qui freine l'exportation de la pollution (on parle de « phytostabilisation »).
Ces pelouses peuvent cependant être sèches et inflammables en été, le risque étant qu'un incendie relargue dans l'air les métaux bioaccumulés par les plantes.
Ces pelouses sont prises en compte en France dans le SINP et d'autres inventaires patrimoniaux ou inventaires naturalistes, et parfois intégrées au réseau Natura 2000. En Belgique, dans la prolongation du bassin minier du Nord-Pas-de-Calais, on trouve aussi des sites calaminaires (site minier de Plombières, de Prayon et réserve naturelle du Rocheux, etc.) dont certains abritent des insectes rares comme le petit nacré ou Issoria lathonia (puits écologique ?) ou Plebejus argus,  Hipparchia semele, Oedipoda caerulescens, Cicindela campestris...
Les plantes qui y survivent peuvent être semées et utilisées sur des sites et sols pollués faisant l'objet d'un processus de phytoremédiation.

## Pelouses calaminaires en France
Les pelouses métallicoles les plus riches pourraient être les « pelouses métallicoles de la Plaine de la Scarpe » qui abritent d'importantes populations des trois des métallophytes absolus connus : l'Armérie de Haller (Armeria maritima subsp. halleri), l'Arabette de Haller (Cardaminopsis halleri) et le Silène humble (Silene vulgaris subsp. humilis), cette dernière espèce étant considérée par certains auteurs[Qui ?] comme un indicateur universel du zinc.
Les principaux sites sont les suivants :
- Le site d'Auby [4] qui était le plus riche en Armérie de Haller, a été détruit, ne laissant que des végétations métallicoles éparpillées au milieu de cités ou de bâtiments industriels. Il est désigné comme site Natura 2000.
- La pelouse de Noyelles-Godault [5] a quant à elle été réduite à quelques dizaines de mètres carrés dans l'enceinte de l'usine Métaleurop-Nord, avant que celle-ci ne soit rasée après sa faillite.
- L'une des pelouses métallicoles les mieux connues est celle de Mortagne-du-Nord (ZNIEFF et site Natura 2000), située dans le Parc naturel régional Scarpe-Escaut. Elle a fait l'objet de plusieurs expertises multidisciplinaires[6], notamment par suivi de quadrats et lecture phystosociologique semi-quantitative [7]. Cette pelouse résulte de la dispersion par les vents d'un crassier de scories toxiques de l'usine métallurgique voisine (aujourd'hui rasée). La flore naturelle a été détruite, et seules quelques rares espèces résistantes ont colonisé le site. La séquence calaminaire a été maximale dans les années 1970, spectaculaire côté crassier, avant le retour progressif de quelques autres plantes (ex : Céraiste commun), en raison notamment de divers aménagements faits sur le site.

## Programme de recherche
En 2011, un programme de recherche ORDYNORD, soutenu par la Région Nord-Pas-de-Calais et la Fondation pour la recherche pour la biodiversité (FRB), et piloté par le laboratoire de Génétique et Évolution des Populations Végétales de L'université de Lille I a été lancé. Il vise à connaître l'origine des espèces et la dynamique de la biodiversité en situation calaminaire (sur les sites d'Auby et de Mortagne) du Nord-Pas-de-Calais. Ce projet cherche à comprendre d'où viennent les espèces métallophytes installées sur les sites calaminaires régionaux (à partir de sources proches et/ou lointaines ?, naturelles ou anthropiques ?, en plusieurs étapes ou non ?) ; pourquoi et comment elles y sont arrivées et comment elles y persistent, se maintiennent‐elles ? Il s'agit aussi de comprendre leur dynamiques de population en lien avec l'évolution pédogéochimiques du milieu (tissus racinaire, création de nouveaux horizons du sol, nature, forme, cinétique et bioaccumulation des ETM (totale ou échangeable), afin de pouvoir conseiller les gestionnaires de ces sites aujourd'hui considérés comme remarquables (classés en ZNIEFF en raison de leur originalité écologique et pour des raisons de fonctionnalité écopaysagère (les pelouses calaminaires jouent aussi un rôle de fixation (phytostabilisation) et peuvent présenter un intérêt du point de la phytoremédiation.

## Origine probable des taxons remarquables
- Arabette de Haller : cette espèce montagnarde issue des massifs montagneux d'Europe centrale aurait été introduite à Auby par l'un des directeurs de l'usine, comme plante mellifère, dans les années 1920-1925.
- Armérie de Haller : sous-espèce de l'Armérie maritime (ou gazon d'Olympe), elle serait médio-européenne et aurait peut-être circulé en Europe au gré des activités industrielles.
- Silène humble : ce taxon est une sous-espèce calaminaire du Silène enflé et pourrait provenir des populations locales de cette espèce.
- Pensée calaminaire : ce taxon est notamment endémique des pelouses calaminaires primaires présentes sur la frontière belgo-allemande (entre Liège et Aix-la-Chapelle). Les conditions de sa dispersion ne sont pas connues mais l'étude génétique de la population française montre peu de différences avec la population belge[1].

## Lichens
En complément de la recherche de plantes métallophytes (et sur d'autres supports que le sol naturel ou les arbres), les études de bioindication peuvent aussi s'appuyer sur la présence anormale de certains lichens métallotolérants ; ainsi Stereocaulon nanodes a montré des propriétés calaminaires et une affinité pour le Zinc,.